# Stadionul Orășenesc (Bălți)
Stadionul Orășenesc, uzual numit și Stadionul Olimpia Bălți, este un stadion multiuz din Bălți, Republica Moldova. În prezent este folosit mai mult pentru meciurile de fotbal, fiind terenul pe care își joacă meciurile de acasă clubul FC Zaria Bălți. Arena are o capacitate de 5.953 de locuri. Construcția stadionului a început în 1955.